# Systemless root
Systemless root (deutsch: systemloses verwurzeln oder systemloses rooten) ist eine Methode zur Erlangung von Root-Rechten auf Unix-ähnlichen Betriebssystemen, die dem Ursprung aus Modifikationen von auf dem Android-Open-Source-Projekt basierenden Betriebssystemen hat.

## Hintergrund
Unix-ähnliche Betriebssysteme verwenden das Programm su um den Benutzerkontext zu wechseln, dies befindet sich in der Regel auf der Systempartition. Bei mobilen Geräten mit Android-Betriebssystemen fehlt dieses Programm, um zu verhindern, dass der Benutzer vollen Zugriff auf das System erhält. Um dies zu ändern, muss man su nachträglich installieren, was mit herkömmlichen Methoden funktioniert, indem man die Systempartition manipuliert. Diese Manipulation der Systempartion kann jedoch von Apps mit Hilfe der SafetyNet Api leicht erkannt werden. Viele Apps wie Streaming-Anbieter oder Banken beschränken ihre Apps auf Geräte mit Root-Zugriff, was die Entwickler dazu veranlasst hat, eine Alternative zu entwickeln.

## Technische Umsetzung
Bei systemless root wird statt der Systempartition die Bootpartition geändert, diese Manipulation ermöglicht es, die Aufrufe der Systempartition abzufangen und auf eine virtuelle Partition mit modifizierten Dateien und Modulen umzuleiten, die in Wirklichkeit auf der Datenpartition gespeichert sind.

## Verwendung
Diese systemless root findet sich in vielen Root-Implementierungen und Methoden wieder. Beispiele hierfür sind Magisk, Kernel Assisted Superuser, APatch, aber auch Chainfires SuperSU unterstützte diese Technik schon im Jahr 2015.